# 分散紫4
分散紫4（英語：disperse violet 4）是一种有机化合物，化学名：1-氨基-4-甲氨基蒽醌，1-Amino-4-(methylamino)anthracene-9,10-dione，化学式C15H12N2O2，属于分散染料。